# Clark megye (Wisconsin)
Clark megye az Amerikai Egyesült Államokban, azon belül Wisconsin államban található. Megyeszékhelye és legnagyobb városa Neillsville. Lakosainak száma 34 659 fő (2020. április 1.). Clark megye Taylor, Marathon, Wood, Jackson, Eau Claire és Chippewa megyékkel határos.

## Népesség
A megye népességének változása:
| Lakosok száma | 34 684 | 34 742 | 34 521 | 34 615 | 34 445 | 34 659 |
|               | 2010   | 2011   | 2012   | 2013   | 2015   | 2020   |